# Беллег, Камиль
Камиль Беллег (фр. Camille Bellaigue; 24 мая 1858, Париж — 4 октября 1930, Париж) — французский музыкальный критик.
Родился в семье, давшей нескольких юристов и политиков: сын Антонена Беллега, внук Клода Беллега и Рене Пьерона. Окончил Парижскую консерваторию (1878) по классу фортепиано Антуана Мармонтеля.
С 1885 года музыкальный обозреватель журнала Revue des Deux Mondes. В 1893 году собрал из очерков, опубликованных в журнале, книгу «Музыкальная психология» (фр. Psychologie musicale), удостоенную Французской академией премии Вите. Написал книги о Феликсе Мендельсоне (1907) и Шарле Гуно (1910). В 1912 году опубликовал биографию Джузеппе Верди (фр. Verdi. Biographie critique), посвятив эту книгу Арриго Бойто. В 1921 году вышла книга Беллега «Воспоминания о музыке и музыкантах» (фр. Souvenirs de musique et de musiciens).
Как музыкальный критик Беллег придерживался сравнительно консервативных традиций, выступая, в частности, против влияния Рихарда Вагнера на французский музыкальный театр; был известен также неприятием музыки Сезара Франка и Клода Дебюсси. В то же время он был одним из первых пропагандистов русской национальной музыкальной школы на Западе: он, в частности, опубликовал восторженный очерк «Великий музыкант-реалист Мусоргский» (фр. Un Grand Musicien réaliste - Moussorgski; 1901), а в 1887 году сам посетил Москву, напечатав по возвращении большую статью о слышанных там цыганских хорах.
Беллегу посвящён струнный квартет Op. 121 Габриэля Форе (1924).
Сын — художник Жан Камиль Беллег. Дочь, Мари Элизабет, вышла замуж за политика Жака Вандру.